# Jauge Godinet

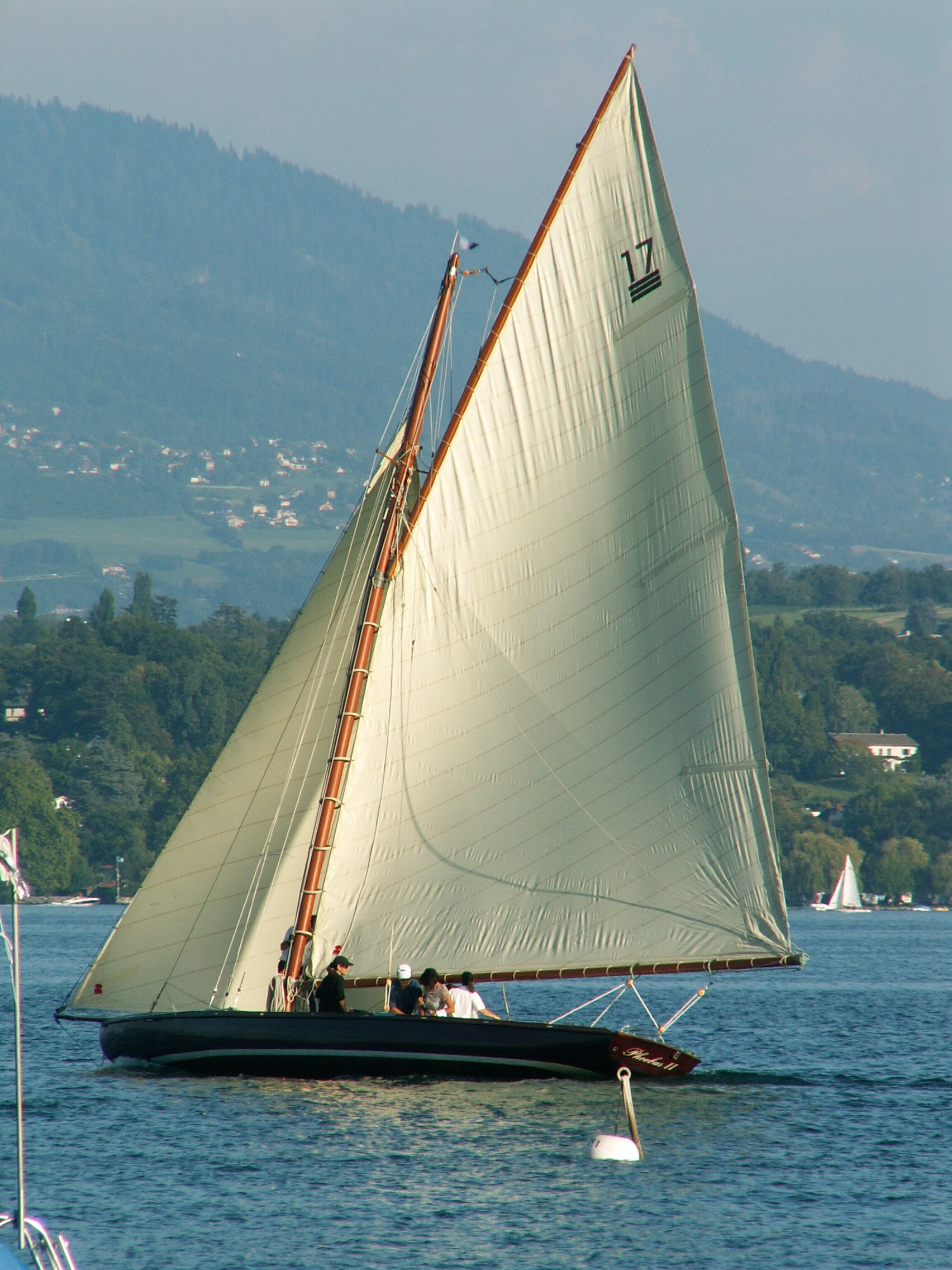
Phoebus, restauration-reconstruction du Phoebus de 1903, trois tonneaux à la jauge Godinet, formule Méran de 1901.

La jauge Godinet est une jauge de course française créée en 1892 par l'Union des yachts français, très vite adoptée par les autres nations d'Europe continentale. Elle permettait de classer des voiliers de compétition par tonneaux, à l'aide d'une formule établie par l'ingénieur Auguste Godinet, prenant en compte le déplacement, la longueur et la voilure.
Cette « jauge française de 1892 » est remplacée, avec mise en application le 1er janvier 1901, par la « formule Méran » adoptée par le congrès de l'Union des yachts français le 5 mai 1899.

## Historique
En octobre 1892, l'Union des yachts français (UYF), décide lors de son congrès de remplacer la jauge française au volume, qui ne prend en compte que le déplacement du voilier, par une jauge qui tienne compte du volume, de la longueur et de la voilure. Cette jauge proposée par l'industriel Victor-Auguste Godinet est destinée, à l'époque, à protéger la construction navale de plaisance en France des importations de voiliers britanniques et à pénaliser les avantages qu'ont en régate les quillards munis d'un aileron de quille et d'un lest rapporté sous la forme d'un bulbe (en anglais : fin-bulb keel).
Cette nouvelle jauge française est adoptée dès décembre 1892 pour la Suisse par la Société nautique de Genève puis par l'Allemagne, le Danemark, la Finlande et la Suède en mars 1893 au congrès de Copenhague. La Belgique et l'Espagne venaient compléter la liste des pays utilisateurs de la première véritable jauge de course internationale.
La jauge Godinet se fait remarquer aux États-Unis en mars 1894, à la suite de la construction suivant cette jauge d'un yacht en aluminium, la Vendenesse, ce qui est une première d'après The New York Times.

## Coupe des un-tonneau, laOne Ton Cup

Dessin d'un un-tonneau, d'après les images de Scotia 1 challenger de la One Ton Cup de 1900, vainqueur en catégorie 0,5-1 tonneau aux JO de 1900, plan de l'architecte britannique Linton Hope

Le Cercle de la voile de Paris organise à partir de 1899 une compétition réservée aux voiliers d'au maximum un tonneau, suivant la jauge Godinet, nommée Coupe internationale des un-tonneau du Cercle de la voile de Paris, plus connue sous le nom de One Ton Cup. Régate en duel, pas de type match-racing, mais jugée au chronomètre à ses débuts, elle est disputée sur des un-tonneau de la jauge de 1892 jusqu'en 1906. En 1907, les 6 m de la jauge internationale prennent le relai.
Les un-tonneau Godinet sont des bateaux légers, généralement des dériveurs, mesurant jusqu'à 7 mètres, capables de planer, dont l'équilibre est principalement assuré par l'équipage.

## Jauge en 1900
Les premières épreuves de voile aux Jeux olympiques datent de 1900. Pour ces épreuves, organisées dans le cadre de l'Exposition universelle, les diverses catégories de voiliers sont établies en fonction de la jauge Godinet.
Les organisateurs des Jeux olympiques adoptent, dès 1908, des classes de bateaux à la Jauge internationale.

## La formule de la jauge Godinet

Schéma 1. Modification de la jauge en 1901 par la Société nautique de Genève : le périmètre de la chaîne n'est plus mesuré comme CG, mais comme SG, en suivant le contour de la coque. On retrouve ce type de mesure dans la Jauge internationale.

La formule, ou équation de la jauge est, :
{\displaystyle T={\frac {(L-0,25\cdot P)\cdot P\cdot {\sqrt {S}}}{130}}}
où :
- L = longueur de flottaison
- P = périmètre de la coque : bau + chaîne (le bau étant mesuré à la section transversale où la chaîne tendue mesurée de bord à bord en passant sous la quille est la plus longue)
- S = surface de la voilure : surface de la grand-voile + surface du triangle avant
- T = jauge en tonneaux de course (ne pas confondre avec la jauge de douane où 1 tonneau = 2,83 m3)

## Évolutions de la jauge Godinet

### En Suisse: mesure du périmètre suivant le contour de la coque
Cette formule Godinet de 1892 est modifiée en 1901 par la Société nautique de Genève, pour que le périmètre tienne compte du périmètre effectif de la coque, en ne mesurant plus une chaîne tendue passant sous la quille, mais en suivant le contour de la coque (voir schéma 1).

### En France: formule Méran

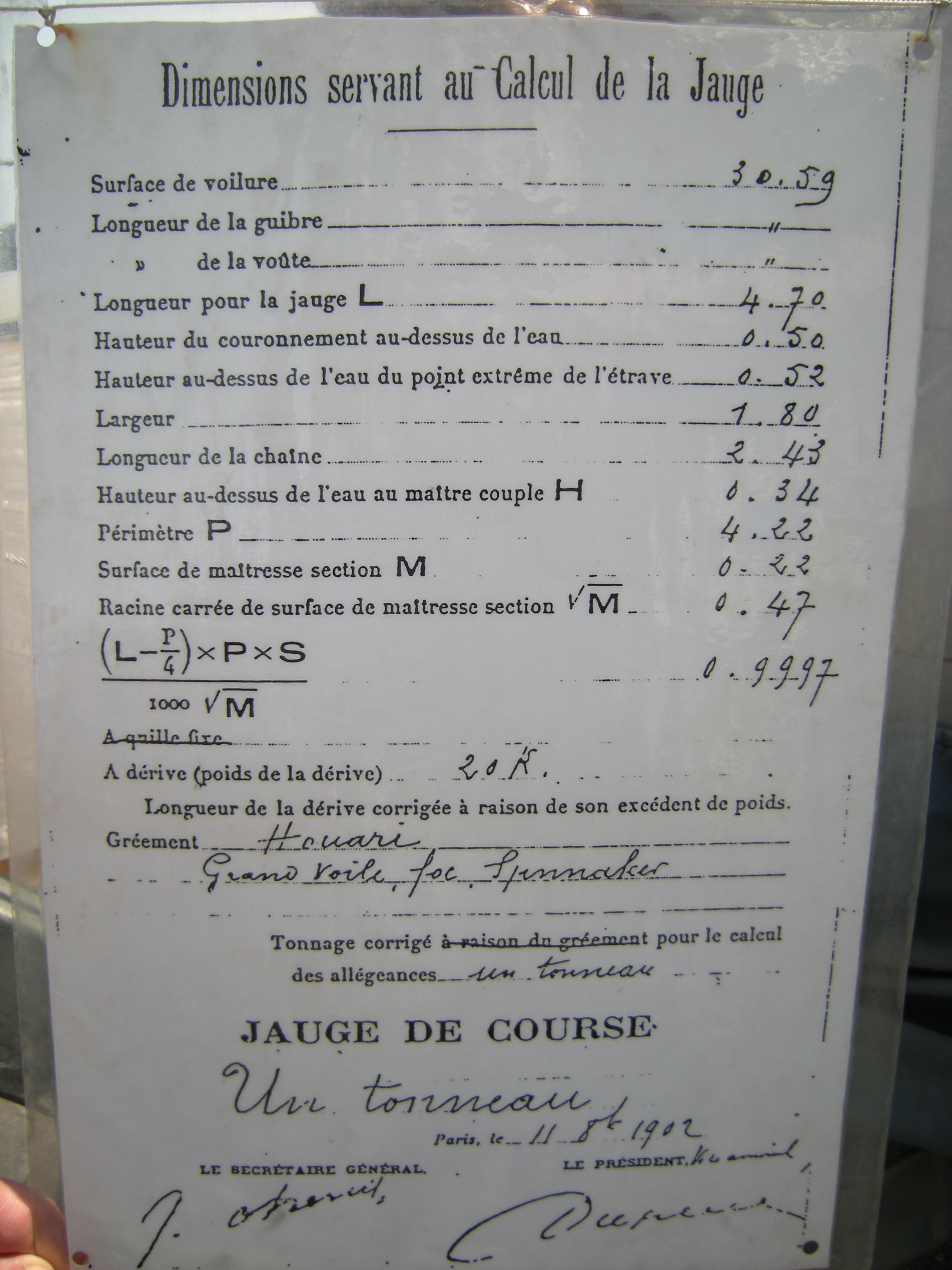
Feuille de calcul de la jauge Méran du dériveur Le Vezon en 1902

Le congrès de l'Union des yachts français décide le 5 mai 1899 de mettre en application à partir du 1er janvier 1901 une nouvelle formule de la jauge française de 1892. Cette formule, conçue par l'ingénieur Méran, favorise des déplacements lourds :
{\displaystyle T={\frac {(L-0,25\cdot P)\cdot P\cdot S}{1\ 000\cdot {\sqrt {M}}}}}.
Les éléments de calcul sont identiques à ceux de la jauge Godinet, M étant la valeur de la surface de la maîtresse section.
Mais un doute subsiste sur L : d'après Daniel Charles (pour les jauges de 1892 et de 1899) et Jean Sans (pour la jauge de 1892), L est la longueur à la flottaison (LWL); cependant la feuille de calcul de jauge du bateau Le Vezon mentionne L = 4,70 m, qui est sa longueur de coque, sa longueur à la flottaison étant de 4,55 m. Soit le jaugeur s'est trompé, soit les deux historiens des jauges françaises sont imprécis, soit encore que la différence minime entre L et LWL (0,15 m), n'entraînant qu'une différence de 0,0398 tonneau ait conduit le jaugeur à cette approximation qui permet de rester sous le seuil fatidique du tonneau.

## Bateaux à la jauge Godinet
Quelques anciens voiliers construits à la jauge Godinet :
- Le cotre aurique Bona Fide, construit par Charles Sibbick en 1898 à 5 tonneaux selon la jauge Godinet pour J.Howard Taylor, remporte la médaille d'or des bateaux de 3 à 10 tonneaux des Jeux olympiques de Paris de 1900. Ce bateau, restauré à l'identique entre 1999 et 2003 par les chantiers Argentario, en Toscane, est le dernier représentant des voiliers du XIXe siècle à la jauge Godinet[11].
- Calypso 3 tonneaux, navigue sur le Léman depuis Nernier.
- Phoebus 3 tonneaux, navigue sur le Léman depuis Genthod.
- Callioppe 2 tonneaux, navigue sur le Léman depuis Rolle.

La jauge Godinet a permis de créer des classes de voiliers de 1, 2, 3 et 4 tonneaux, avec une activité de régate importante sur le lac Léman. Les classes les plus répandues ont été celles  des 2 et 3 tonneaux.

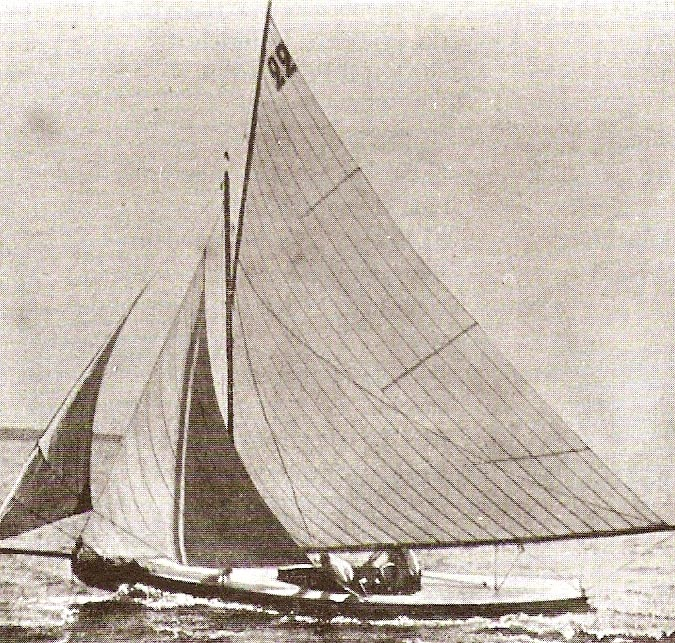
Lerina, le bateau suisse ayant remporté la médaille d'or en catégorie 1 à 2 tonneaux aux épreuves de voile aux Jeux olympiques de 1900
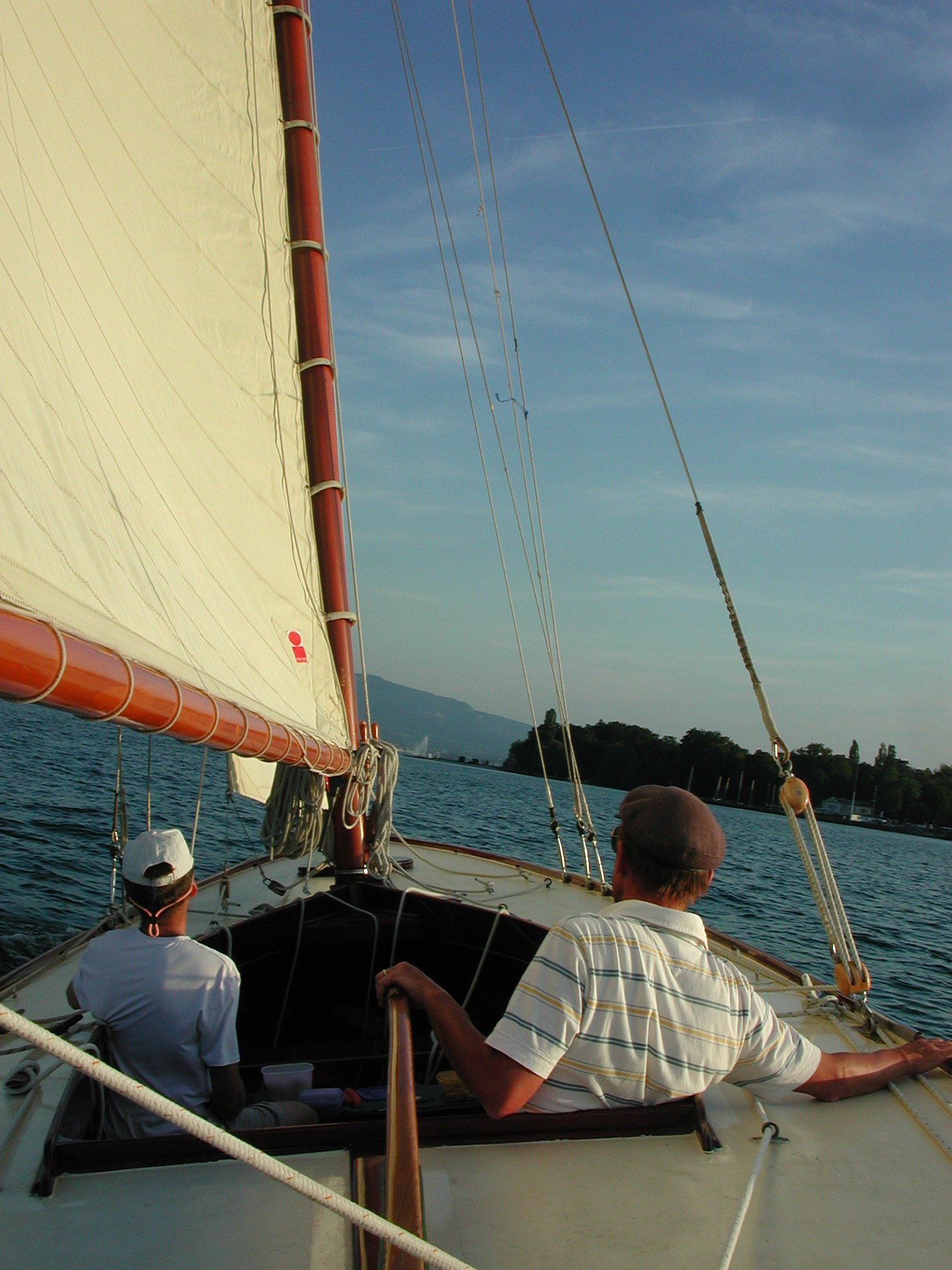
A bord d'un 3 tonneaux

### Articles connexes
- Calypso, 3 tonneaux, de 1911